# Xã Ripley, Quận Butler, Iowa
Xã Ripley (tiếng Anh: Ripley Township) là một xã thuộc quận Butler, tiểu bang Iowa, Hoa Kỳ. Năm 2010, dân số của xã này là 236 người.